# Plebanus Joannes
Plebanus Joannes je roman, ki ga je napisal Ivan Pregelj. Prvič je izšel v Domu in svetu leta 1920. Govori o psihološki podobi tolminskega svobodoljubnega duhovnika Janeza Potrebuješa. V romanu se odvijata vzporedni zgodbi, ena opisuje zunanje, druga pa notranje vikarjevo življenje. Delo v Izbranih spisih ni izšlo, čeprav ga uvrščajo med Pregljeva slogovno in zgradbeno najbolj dovršena dela. Značilni so starinski slog, besedišče in dikcija.

## Vsebina
Roman govori o tolminskem vikarju Janezu Potrebuješu, naslovnem Plebanusu Joannesu. Vikar želi, da bi njegov varovanec Peter dokončal bogoslovje. Navkljub Janezovi želji Peter študij opusti, nato pa vikarjevi dekli Katrici naredi otroka. Katrica je bila sicer hči vikarja iz sosednih Volč Jožefa de Menezeisa. Ker je Janez vedel za Menezeisovo skrivnost, ga je slednji sovražil in ga obrekoval pred ljudmi, zato sta vseskozi bila v sporu. Ob priliki nekega omizja, na katerem je bil prisoten tudi njun nadrejeni, naddiakon iz Čedada, mu Menezeis namigne na Katričino nosečnost, o kateri Janez niti slutil ni, zato ga Janez udari. Doma v župnišču res ugotovi, da so govorice resnične, zato Katrico čez noč zapre v kostnico. Dekle v temni samoti zblazni, rodi punčko, ki pa ji po porodu umre. Janeza čedadski naddiakon zaradi pretepa suspendira od duhovniške službe, dokler se ne bi prišel pogovorit v Čedad. Takoj se odpravi tja, kjer pa vidi, da v mestu razsaja kuga. Naddiakon mu naloži denarno kazen 100 lir in pa opravičilo Menezeisu. Ko se Janez vrača iz Čedada domov v Tolmin, naleti na varovanca Petra, ki umre za spolno boleznijo. Doma izve, da je tudi Menezeis medtem umrl za kugo. Tudi Janez sam nenadoma zboli, pri čemer ga neguje dekla Katrica. Bolezen se ne izkaže za smrtno in po ozdravitvi se Janez spravi z naddiakonom ter glavarjem.